# María del Carmen González-Ramos
María del Carmen González-Ramos, in religione Maria del Carmelo di Gesù Bambino (Antequera, 30 giugno 1834 – Antequera, 9 novembre 1899), è stata una religiosa spagnola, fondatrice della congregazione delle suore francescane dei Sacri Cuori. È stata beatificata nel 2007.

## Biografia
Rimasta vedova a 47 anni, aprì presso la propria abitazione una scuola gratuita per bambini poveri: su consiglio del suo direttore spirituale, il cappuccino Barnaba da Astorga, raccolse in comunità alcune compagne per gestire l'opera e nel 1884 diede inizio a una nuova congregazione di suore.
Vivente la fondatrice, l'istituto si diffuse in varie regioni della Spagna aprendo scuole, asili e ospedali. Morì nel 1899

## Il culto
Papa Giovanni Paolo II l'ha riconosciuta venerabile il 7 aprile 1984 e il 26 giugno 2006 papa Benedetto XVI ha decretato l'autenticità di un miracolo attribuito alla sua intercessione, consentendone la beatificazione.
Il prefetto della congregazione per le Cause dei Santi, il cardinale José Saraiva Martins, ha presieduto il rito di beatificazione, celebrato il 6 maggio 2007 ad Antequera.